# Isabelle X
L'Isabelle X è un traghetto di proprietà della società canadese Bridgemans Services Group.

## Servizio
Varato il 13 agosto 1988 nel cantiere navale Brodogradevna Industrija di Spalato con il nome di Isabella e consegnato il 15 giugno 1989 alla Viking Line, prende servizio nei collegamenti tra Stoccolma e Naantali il 4 luglio successivo.
Dal 13 agosto 1990 a maggio 1991 viene impiegato sulla Helsinki-Tallinn, mentre nel periodo invernale torna in servizio tra Stoccolma e Naantali.
Il 19 settembre 1990 si incaglia durante la navigazione verso Tallinn.
Nel maggio del 1992 viene sottoposto a lavori di ammodernamento a Turku, durante i quali viene aggiunto uno sky bar al ponte 11. Dal 16 giugno torna in servizio sulla linea estiva.
Nel 1993 viene impiegato nel periodo in alcune minicrociere nel Baltico tra Helsinki e Visby, mentre nel periodo invernale opera tra Stoccolma, Mariehamn e Turku in sostituzione di altri traghetti della flotta Viking Line. A fine anno torna in servizio sulle proprie rotte.
Dal 18 aprile 1997 viene trasferito sulla Stoccolma, Mariehamn, Turku.
Nell'aprile del 2000 vengono aggiunte delle controcarene a poppa nel cantiere navale di Naantali.
Dal 19 agosto al 6 ottobre 2000 viene impiegato sulla Stoccolma-Mariehamn-Helsinki. Dallo stesso giorno viene spostato sulla Stoccolma-Mariehamn/Långnäs-Turku.
Il 20 dicembre 2001 si arena al largo delle Isole Åland, riuscendo tuttavia a liberarsi dopo poche ore. Verso mezzogiorno del giorno successivo viene trasferito al traino dai rimorchiatori Kraft e Iso-Pukki a Naantali e riparato. Dal 13 febbraio torna regolarmente il servizio.
Il 26 febbraio 2002 una donna è stata ritrovata senza vita nella proprio cabina.
Il 26 marzo 2003 subisce un guasto ai motori durante la navigazione, andando alla deriva per più di un'ora.

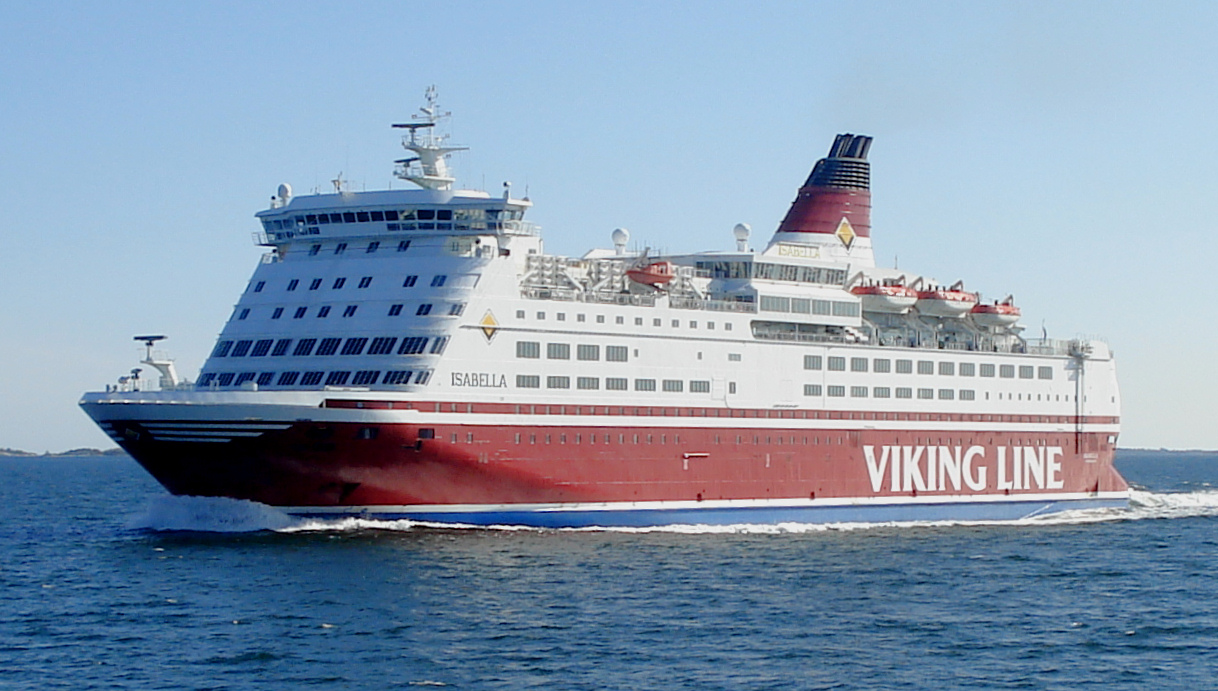
L'Isabella in navigazione nell'arcipelago di Stoccolma nel 2008.

Il 25 giugno 2011, durante la navigazione nei pressi di Granhem, un passeggero si è sentito male a bordo del traghetto ed è stato soccorso da una motovedetta della guardia costiera svedese.
Il 14 gennaio 2012 entra in collisione con la banchina del porto di Långnäs, distruggendo con la poppa uno scalandrone per l'imbarco dei passeggeri della Silja Line.
Il 5 aprile 2013 viene venduto alla Tallink, alla quale viene consegnato il 22 aprile, venendo ribattezzato Isabelle il giorno stesso. 
Il 6 maggio prende servizio nei collegamenti tra Riga e Stoccolma.

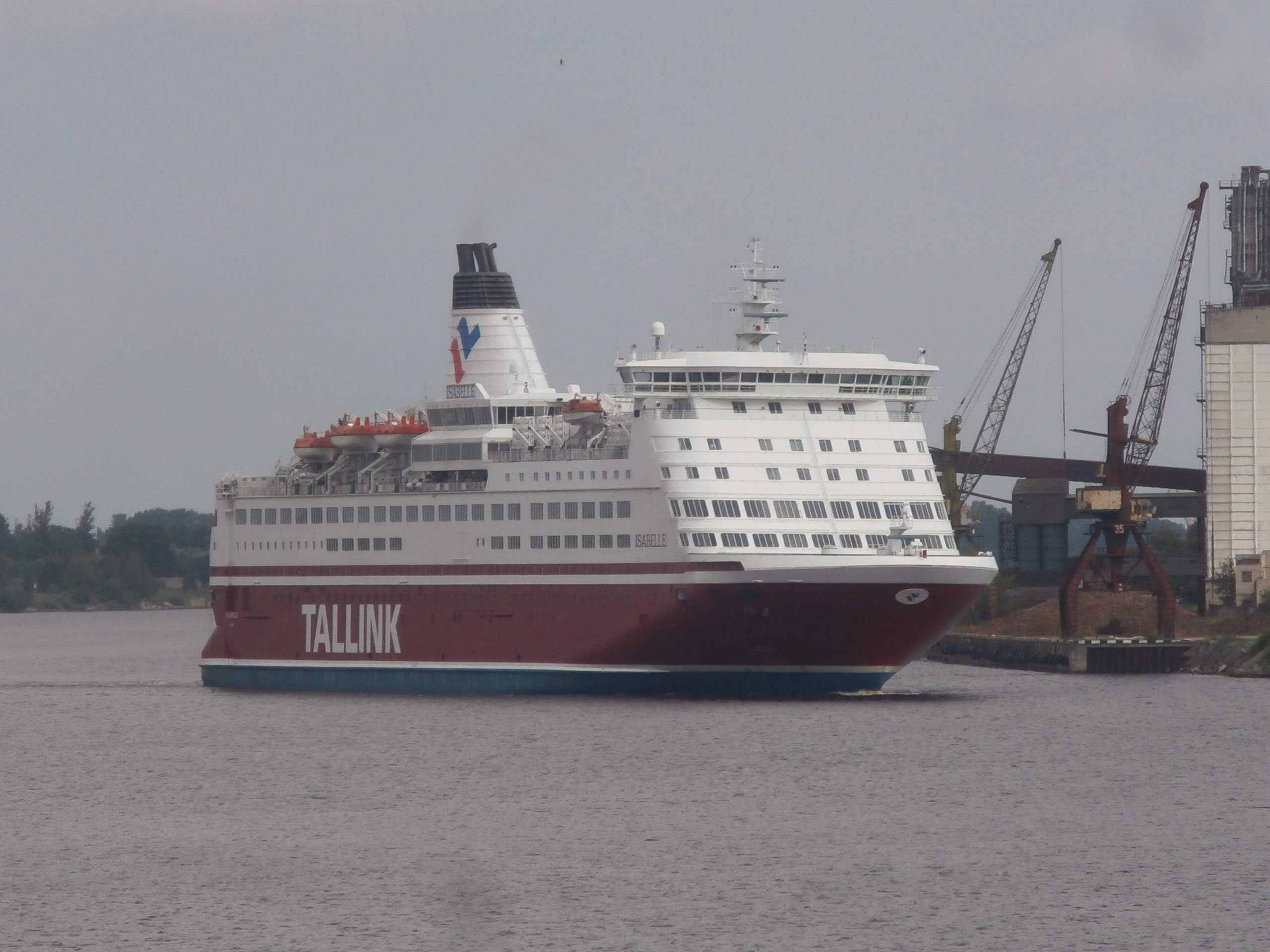
L'Isabelle in arrivo a Riga nel 2016.

Il 16 marzo 2020 viene disarmato a Riga a causa del calo del traffico per la pandemia di COVID-19.
Dal 7 giugno al 10 luglio 2020 opera sulla Paldiski-Kappelskär e dal 12 luglio al 1º settembre  sulla Paldiski-Stoccolma. Dopodiché viene disarmato a Tallinn.
Da aprile 2022 al 1º giugno 2023 viene noleggiato al governo estone ed impiegato come centro d'accoglienza per i rifugiati ucraini a Tallinn.
Terminato il noleggio per il governo estone, il 10 aprile 2023 viene noleggiato alla Bridgemans Services Group ed impiegato come hotel galleggiante sotto le insegne della Tschudi Ship Management a Vancouver a partire dal 4 gennaio 2024.
Il 31 gennaio 2024 viene venduto a titolo definitivo alla Notamare Shipping Company, società affiliata al gruppo Bridgemans, e ribattezzato Isabelle X.
Dal 10 giugno 2024 viene impiegato come nave alloggio per i lavoratori impiegati nella realizzazione di una centrale a Howe Sand, in British Columbia.

## Navi gemelle
- Mega Victoria (ex Amorella)
- Gabriella
- Nordic Crown